# 제10천년기
제10천년기(第十千年期, 10th millennium)는 그레고리력으로 9001년 1월 1일부터 10000년 12월 31일까지를 뜻한다. 이는 서기로 열 번째 시기의 천년기이라는 뜻이다.

## 천문 현상
- 9106년 11월 5일: 금성이 레굴루스를 엄폐할 예정이다.
- 9106년 11월 21일: 평균 태양시와 원자시의 차이가 2일 정도 차이가 날 것이다.
- 9361년 8월 4일: 수성 일면통과와 금환 일식이 동시에 일어난다.[1]
- 9622년 2월 4일: 수성 일면통과와 금환 일식이 동시에 일어난다.[1]
- 9682년 11월 16일: 수성이 레굴루스를 엄폐할 예정이다.
- 9847년 11월 21일: 화성이 레굴루스를 엄폐할 예정이다.
- 9800년: 자전축의 세차운동으로 데네브가 북극성이 된다.[2]
- 9966년 8월 11일: 수성 일면통과와 개기 일식이 동시에 일어난다.[1]